# HMS Gambia (48)
HMS Gambia (C48) fue un crucero ligero de la clase Fiji de la Royal Navy . Estuvo al servicio de la Marina Real de Nueva Zelanda (RNZN) como HMNZS Gambia de 1943 a 1946. Lleva el nombre de la entonces colonia de la Corona de Gambia y ha sido el único barco de la Marina Real que lleva ese nombre.

## Historia
El crucero estuvo en servicio activo en las Indias Orientales con la Flota Británica del Este y participó en la Batalla de Madagascar en septiembre de 1942. Luego llevó a cabo tareas de protección comercial en el Océano Índico , pero regresó a aguas nacionales, haciendo escala en el territorio de Gambia en el camino, donde los jefes de África Occidental, vestidos con todas sus insignias, llevaron a miles de sus súbditos a visitar el barco que lleva el nombre de su colonia. Se reacondicionó en Liverpool entre junio y septiembre.

### Servicio en la Armada Real Neozelandesa

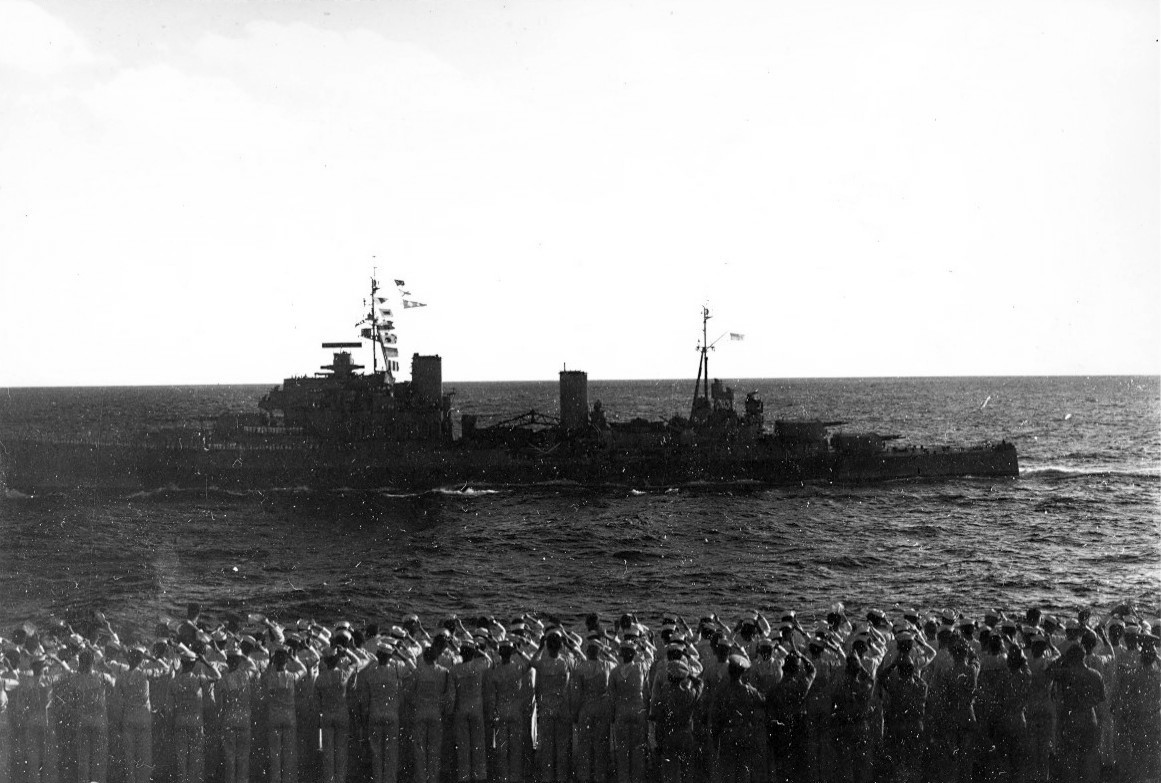
HMNZS Gambia, 18 de mayo de 1944

Debido a que los otros dos cruceros de Nueva Zelanda de la época, el HMNZS  Leander y el HMNZS  Achilles , sufrieron daños, se decidió en conversaciones con el Almirantazgo de la Marina Real que HMS Gambia volvería a ponerse en servicio como HMNZS Gambia , para el uso de la Marina Real de Nueva Zelanda.
La Historia Oficial de Nueva Zelanda escribe: "...  HMNZS Gambia fue comisionado en Liverpool el 22 de septiembre de 1943 bajo el mando del Capitán William-Powlett, DSC, RN. Algunos de los oficiales y tres cuartas partes de los marineros eran neozelandeses. " .El 3 de octubre de 1943, el Alto Comisionado de Nueva Zelanda visitó Gambia y se dirigió a la tripulación del barco. Después de las pruebas en el mar, las sacudidas y diez días adscrito al 1.er escuadrón de cruceros en Scapa Flow , llegó a Plymouth "...  el 5 de diciembre de 1943 para trabajar con los barcos HMS Glasgow y Enterprise bajo las órdenes del Comandante en Jefe Plymouth ."  Con estos barcos inició patrullas antibloqueo en el Golfo de Vizcaya en diciembre, como parte de la Operación Stonewall . De particular interés fue la persecución del corredor del buque alemán Osorno, y la persecución y destrucción de otro buque bajo el mando general del capitán William-Powlett, pero sin participación real: "Dadas las circunstancias", escribió William-Powlett, "HMS Gambia , el mayor de los cuatro cruceros, no pudo participar en la exitosa y emocionante operación llevada a cabo por Glasgow y Enterprise: simplemente pudo desempeñar el papel de un oyente exasperado...'
Posteriormente, HMS Gambia sirvió en la Flota Británica del Pacífico y participó en ataques a posiciones japonesas en todo el Pacífico . En febrero de 1944 buscó buques del bloqueo en el área de las Islas Cocos . También apoyó una serie de ataques con portaaviones contra instalaciones petroleras y aeródromos. Vio acción frente a Okinawa , Formosa y Japón y participó en el bombardeo de la ciudad japonesa de Kamaishi el 9 de agosto. Fue atacada por un avión kamikaze japonés  cuando se anunciaba un alto el fuego, y disparó algunos de los últimos tiros de la Segunda Guerra Mundial .
Estuvo presente el 2 de septiembre de 1945 en la Bahía de Tokio para la firma del Instrumento de Rendición japonés.

### Regreso a la Royal Navy
HMS Gambia fue devuelto a la Royal Navy en Portsmouth el 27 de marzo de 1946. Se sometió a una reparación y se volvió a poner en servicio el 1 de julio de 1946 para el 5.º escuadrón de cruceros de la Flota del Lejano Oriente. Regresó al Reino Unido el 6 de enero de 1948, y en enero de 1950 fue asignado al 2.º Escuadrón de Cruceros en el Mediterráneo, y luego sirvió con el 1.º Escuadrón de Cruceros en la misma estación hasta octubre de 1954. En 1953, HMS Gambia y HMS Bermuda trajeron ayuda a la isla griega de Zakynthos cuando fue golpeada por el terremoto jónico . Los funcionarios griegos comentarían más tarde: nosotros, los griegos, tenemos una larga tradición con la Royal Navy y estuvo a la altura de todas las expectativas en su infalible tradición de ser siempre los primeros en ayudar. Ese mismo año participó en la Fleet Review para celebrar la coronación de la reina Isabel II.
En 1955 se convirtió en el buque insignia del 4.º Escuadrón de Cruceros en la Estación de las Indias Orientales, pero la decisión de no continuar con la remodelación del acorazado Vanguard significó que había fondos disponibles para una extensión de vida de HMS Gambia y HMS Bermuda , con financiación y equipo adicionales de la ayuda estadounidense. a la OTAN . El reacondicionamiento les dio un armamento antiaéreo (AA) ligero final de nueve Bofors gemelos de 40 mm, reacondicionados en posiciones que les daban ángulos de tiro más amplios y control de fuego por radar US Mk 63 y SPG-35 para el 4 soportes en pulgadas. Esto era similar al que se instaló en los restantes cruceros de clase Baltimore de la Armada de los Estados Unidos en 1956-1957, aunque los doce cañones gemelos de calibre 50/3 de los cruceros estadounidenses eran mucho más precisos y efectivos que los Bofors Mk 5 de la Royal Navy o cañones gemelos X1X de 4 pulgadas.
En mayo de 1957, HMS Gambia zarpó de nuevo hacia el Golfo Pérsico , convirtiéndose en el último buque insignia del Comandante en Jefe de las Indias Orientales , el Vicealmirante Hilary Biggs  y regresó a Rosyth el 19 de septiembre de 1958. El 4 de noviembre de 1958 volvió a entrar en servicio para el 1.er escuadrón de cruceros en el Mediterráneo. Se desplegó en el Lejano Oriente el 4 de diciembre de 1959 para relevar al crucero HMS Ceilán en el Mar Rojo . El barco regresó al Reino Unido vía Sudáfrica con una visita a Freetown y Gambia, antes de llegar a Portsmouth en julio de 1960. Los últimos meses de 1960 sirvió en el Atlántico Sur y en la Home Fleet antes de ingresar a la reserva en diciembre de ese año y su tripulación se destinará en gran medida al nuevo crucero HMS Blake.

## Desmantelamiento y destino
A HMS Gambia se le pasó a la reserva en diciembre de 1960. Permaneció en reserva en Portsmouth hasta que fue incluida en la lista de eliminación y vendida a Thos. W. Ward para desguace. Salió de Portsmouth remolcada el 2 de diciembre de 1968 y llegó a Inverkeithing para su disolución el 5 de diciembre.